# Mesocletodes fladensis
Mesocletodes fladensis is een eenoogkreeftjessoort uit de familie van de Argestidae. De wetenschappelijke naam van de soort is voor het eerst geldig gepubliceerd in 1965 door Wells.